# Краузе, Геза-Фелиситас
Геза-Фелиситас Краузе (нем. Gesa Felicitas Krause; род. 3 августа 1992, Эрингсхаузен, Гессен, Германия) — немецкая легкоатлетка, специализирующаяся в беге на 3000 метров с препятствиями. Двукратная чемпионка Европы 2016 года и 2018 года. Бронзовый призёр чемпионатов мира (2015 и 2019). Трёхкратная чемпионка Германии. Финалистка летних Олимпийских игр 2012 и 2016 года.

## Биография
С самого старта карьеры стала звездой юношеских и юниорских соревнований в Европе. В 16 лет переехала в спортивный интернат при клубе LG Eintracht во Франкфурте, где стала тренироваться под руководством Вольфганга Хайнига.
Заняла седьмое место на юношеском чемпионате мира 2009 года в беге на 2000 метров с препятствиями. Через год в финале стипль-чеза на юниорском первенстве мира уступила только двум кенийкам и эфиопке и финишировала на четвёртом месте.
В 2011 году выиграла чемпионат Европы среди юниоров и выступила на взрослом чемпионате мира. В свои 19 лет Геза вышла в финал, где заняла 7-е место среди сильнейших представительниц планеты в стипль-чезе, установив при этом новый рекорд Европы для спортсменок не старше 20 лет — 9.32,74.
Финишировала четвёртой на чемпионате Европы в 2012 году, но после допинговой дисквалификации в апреле 2015 года украинской бегуньи Светланы Шмидт получила бронзовую медаль. На дебютных Олимпийских играх в Лондоне заняла 7-е место и установила в финале личный рекорд и молодёжный рекорд Европы 9.23,52.
Стала чемпионкой Европы среди молодёжи в 2013 году, а на мировом первенстве в том же сезоне пришла к финишу девятой.
В 2015 году в финале чемпионата мира показала ещё один лучший результат в своей карьере и завоевала бронзовую медаль, уступив только кенийке Хивин Джепкемои и Хабибе Гриби из Туниса.
За явным преимуществом выиграла чемпионат Европы 2016 года, опередив серебряного призёра почти на 10 секунд. На Олимпийских играх в Рио-де-Жанейро показала шестой результат (9.18,41 — национальный рекорд).
На предолимпийском чемпионате планеты, который проходил в Дохе (Катар), немецкая спортсменка завоевала бронзовую медаль прибежав третей в забеге на 3000 метров с препятствиями и показав результат 9:03,30.
В июне 2024 года, на чемпионате Европы, который состоялся в Риме, немецкая спортсменка завоевала серебряную медаль в беге на 3000 метров с припятствиями, показав результат 9:18,06. 

## Основные результаты
| Год  | Турнир                                    | Место проведения          | Дисциплина               | Место       | Результат |
| ---- | ----------------------------------------- | ------------------------- | ------------------------ | ----------- | --------- |
| 2009 | Чемпионат мира среди юношей               | Брессаноне, Италия        | 2000 м с/п               | 7-е         | 6.39,85   |
| 2009 | Чемпионат Европы по кроссу среди юниоров  | Дублин, Ирландия          | кросс 4,039 км           | 26-е        | 14.59     |
| 2010 | Чемпионат мира среди юниоров              | Монктон, Канада           | 1500 м                   | — (заб.)    | DNF       |
| 2010 | Чемпионат мира среди юниоров              | Монктон, Канада           | 3000 м с/п               | 4-е         | 9.47,78   |
| 2010 | Чемпионат Европы по кроссу среди юниоров  | Албуфейра, Португалия     | кросс 3,97 км            | 11-е        | 13.22     |
| 2011 | Чемпионат Европы среди юниоров            | Таллин, Эстония           | 3000 м с/п               | 1-е         | 9.51,08   |
| 2011 | Чемпионат мира                            | Тэгу, Южная Корея         | 3000 м с/п               | 7-е         | 9.32,74   |
| 2011 | Чемпионат Европы по кроссу среди юниоров  | Веленье, Словения         | кросс 4 км               | 9-е         | 13.42     |
| 2012 | Чемпионат Европы                          | Хельсинки, Финляндия      | 3000 м с/п               | 3-е         | 9.38,20   |
| 2012 | Олимпийские игры                          | Лондон, Великобритания    | 3000 м с/п               | 7-е         | 9.23,52   |
| 2013 | Чемпионат Европы среди молодёжи           | Тампере, Финляндия        | 3000 м с/п               | 1-е         | 9.38,91   |
| 2013 | Чемпионат мира                            | Москва, Россия            | 3000 м с/п               | 9-е         | 9.37,11   |
| 2013 | Чемпионат Европы по кроссу среди молодёжи | Белград, Сербия           | кросс 6 км               | 15-е        | 20.53     |
| 2014 | Чемпионат Европы                          | Цюрих, Швейцария          | 3000 м с/п               | 5-е         | 9.35,46   |
| 2015 | Чемпионат Европы в помещении              | Прага, Чехия              | 1500 м                   | 5-е         | 4.15,40   |
| 2015 | Чемпионат Европы в помещении              | Прага, Чехия              | 3000 м                   | 14-е (заб.) | 9.11,01   |
| 2015 | Чемпионат мира по эстафетам               | Нассау, Багамские Острова | шведская эстафета 4000 м | 5-е         | 11.06,14  |
| 2015 | Командный чемпионат Европы                | Чебоксары, Россия         | 3000 м с/п               | 1-е         | 9.46,49   |
| 2015 | Чемпионат мира                            | Пекин, Китай              | 3000 м с/п               | 3-е         | 9.19,25   |
| 2016 | Чемпионат Европы                          | Амстердам, Нидерланды     | 3000 м с/п               | 1-е         | 9.18,85   |
| 2016 | Олимпийские игры                          | Рио-де-Жанейро, Бразилия  | 3000 м с/п               | 6-е         | 9.18,41   |
| 2017 | Чемпионат мира                            | Лондон, Великобритания    | 3000 м с/п               | 9-е         | 9:23,87   |
| 2018 | Чемпионат Европы                          | Берлин, Германия          | 3000 м с/п               | 1-е         | 9:19,80   |
| 2019 | Чемпионат мира                            | Доха, Катар               | 3000 м с/п               | 3-е         | 9:03,30   |